# NGC 652
NGC 652 est une galaxie spirale située dans la constellation des Poissons. NGC 652 a été découverte par l'astronome américain Lewis Swift en 1886.

## Caractéristiques
Sa vitesse par rapport au fond diffus cosmologique est de 5 033 ± 21 km/s, ce qui correspond à une distance de Hubble de 74,2 ± 5,2 Mpc (∼242 millions d'al).
À ce jour, une mesure non basée sur le décalage vers le rouge (redshift) donne une distance d'environ 52,000 Mpc (∼170 millions d'al). Cette valeur est à l'extérieur des valeurs de la distance de Hubble.
NGC 652 présente une large raie HI.